# Rafflesia borneensis
Rafflesia borneensis là một loài thực vật có hoa trong họ Rafflesiaceae. Loài này được Koord. miêu tả khoa học đầu tiên năm 1918.